# Suiza en el Festival de la Canción de Eurovisión
Suiza ha participado en el Festival de la Canción de Eurovisión cada año desde su inicio, excepto en 1995, 1999, 2001 y 2003. Ha sido anfitriona del festival en tres ocasiones, la primera, también la primera edición de Eurovisión, fue celebrada en el Teatro Kursaal en la ciudad de Lugano en 1956. En esta ocasión, Suiza llegó a ser ganadora del primer certamen con la canción «Refrain» de Lys Assia. La segunda oportunidad fue en 1989 en la ciudad de Lausana, un año después de que Céline Dion hubiera ganado el concurso representando a Suiza. En el año 2025, volvería a ser sede del festival tras la victoria de Nemo con la canción «The Code», esta vez en Basilea. Por el momento las delegaciones suizas han cantado en las cuatro lenguas oficiales del país (francés, alemán, italiano y romanche) y en inglés.
Suiza, al ganar la edición de 1956 siendo la anfitriona, convierte a Suiza en un 
integrante del grupo formado por España, Israel, Irlanda y Luxemburgo, ya que estos países son los únicos que han ganado siendo anfitriones. 
En un total de 29 veces, ha quedado Suiza dentro del TOP-10 dentro de una final (contando la victoria de este país en 1956 sin puntos).

## Participaciones
Leyenda
     Ganador
     Segundo puesto
     Tercer puesto
     Cuarto o quinto puesto (Top 5)
     Último puesto
| Año                  | Sede       | Artista                                 | Canción                              | Final                       | Pts.                        | Semifinal                   | Pts.                        |
| -------------------- | ---------- | --------------------------------------- | ------------------------------------ | --------------------------- | --------------------------- | --------------------------- | --------------------------- |
| 1956                 | Lugano     | Lys Assia                               | «Das alte Karussell»                 | No se publicaron resultados | No se publicaron resultados | No hubo semifinales         | No hubo semifinales         |
| 1956                 | Lugano     | Lys Assia                               | «Refrain»                            | 1                           | N/D                         | No hubo semifinales         | No hubo semifinales         |
| 1957                 | Fráncfort  | Lys Assia                               | «L'enfant que j'étais»               | 8                           | 5                           | No hubo semifinales         | No hubo semifinales         |
| 1958                 | Hilversum  | Lys Assia                               | «Giorgio»                            | 2                           | 24                          | No hubo semifinales         | No hubo semifinales         |
| 1959                 | Cannes     | Christa Williams                        | «Irgendwoher»                        | 4                           | 14                          | No hubo semifinales         | No hubo semifinales         |
| 1960                 | Londres    | Anita Traversi                          | «Cielo e terra»                      | 8                           | 5                           | No hubo semifinales         | No hubo semifinales         |
| 1961                 | Cannes     | Franca di Rienzo                        | «Nous aurons demain»                 | 3                           | 16                          | No hubo semifinales         | No hubo semifinales         |
| 1962                 | Luxemburgo | Jean Philippe                           | «Le retour»                          | 10                          | 2                           | No hubo semifinales         | No hubo semifinales         |
| 1963                 | Londres    | Esther Ofarim                           | «T'en vas pas»                       | 2                           | 40                          | No hubo semifinales         | No hubo semifinales         |
| 1964                 | Copenhague | Anita Traversi                          | «I miei pensieri»                    | 13                          | 0                           | No hubo semifinales         | No hubo semifinales         |
| 1965                 | Nápoles    | Yovanna                                 | «Non, à jamais sans toi»             | 8                           | 8                           | No hubo semifinales         | No hubo semifinales         |
| 1966                 | Luxemburgo | Madeleine Pascal                        | «Ne vois-tu pas?»                    | 6                           | 12                          | No hubo semifinales         | No hubo semifinales         |
| 1967                 | Viena      | Géraldine                               | «Quel cœur vas-tu briser?»           | 17                          | 0                           | No hubo semifinales         | No hubo semifinales         |
| 1968                 | Londres    | Gianni Mascolo                          | «Guardando il sole»                  | 13                          | 2                           | No hubo semifinales         | No hubo semifinales         |
| 1969                 | Madrid     | Paola del Medico                        | «Bonjour, bonjour»                   | 5                           | 13                          | No hubo semifinales         | No hubo semifinales         |
| 1970                 | Ámsterdam  | Henri Dès                               | «Retour»                             | 4                           | 8                           | No hubo semifinales         | No hubo semifinales         |
| 1971                 | Dublín     | Peter, Sue & Marc                       | «Les illusions de nos vingt ans»     | 12                          | 78                          | No hubo semifinales         | No hubo semifinales         |
| 1972                 | Edimburgo  | Véronique Muller                        | «C'est la chanson de mon amour»      | 8                           | 88                          | No hubo semifinales         | No hubo semifinales         |
| 1973                 | Luxemburgo | Patrick Juvet                           | «Je vais me marier, Marie»           | 12                          | 79                          | No hubo semifinales         | No hubo semifinales         |
| 1974                 | Brighton   | Piera Martell                           | «Mein Ruf nach Dir»                  | 14                          | 3                           | No hubo semifinales         | No hubo semifinales         |
| 1975                 | Estocolmo  | Simone Drexel                           | «Mikado»                             | 6                           | 77                          | No hubo semifinales         | No hubo semifinales         |
| 1976                 | La Haya    | Peter, Sue & Marc                       | «Djambo, Djambo»                     | 4                           | 91                          | No hubo semifinales         | No hubo semifinales         |
| 1977                 | Londres    | Pepe Lienhard Band                      | «Swiss Lady»                         | 6                           | 71                          | No hubo semifinales         | No hubo semifinales         |
| 1978                 | París      | Carole Vinci                            | «Vivre»                              | 9                           | 65                          | No hubo semifinales         | No hubo semifinales         |
| 1979                 | Jerusalén  | Peter, Sue & Marc, Pfuri, Gorps & Kniri | «Trödler & Co»                       | 10                          | 60                          | No hubo semifinales         | No hubo semifinales         |
| 1980                 | La Haya    | Paola del Medico                        | «Cinéma»                             | 4                           | 104                         | No hubo semifinales         | No hubo semifinales         |
| 1981                 | Dublín     | Peter, Sue & Marc                       | «Io senza te»                        | 4                           | 121                         | No hubo semifinales         | No hubo semifinales         |
| 1982                 | Harrogate  | Arlette Zola                            | «Amour on t'aime»                    | 3                           | 97                          | No hubo semifinales         | No hubo semifinales         |
| 1983                 | Múnich     | Mariella Farré                          | «Io così non ci sto»                 | 15                          | 28                          | No hubo semifinales         | No hubo semifinales         |
| 1984                 | Luxemburgo | Rainy Day                               | «Welche Farbe hat der Sonnenschein?» | 16                          | 30                          | No hubo semifinales         | No hubo semifinales         |
| 1985                 | Gotemburgo | Mariella Farré & Pino Gasparini         | «Piano, piano»                       | 12                          | 39                          | No hubo semifinales         | No hubo semifinales         |
| 1986                 | Bergen     | Daniela Simons                          | «Pas pour moi»                       | 2                           | 140                         | No hubo semifinales         | No hubo semifinales         |
| 1987                 | Bruselas   | Carol Rich                              | «Moitié, moitié»                     | 17                          | 26                          | No hubo semifinales         | No hubo semifinales         |
| 1988                 | Dublín     | Céline Dion                             | «Ne partez pas sans moi»             | 1                           | 137                         | No hubo semifinales         | No hubo semifinales         |
| 1989                 | Lausana    | Furbaz                                  | «Viver senza tei»                    | 13                          | 47                          | No hubo semifinales         | No hubo semifinales         |
| 1990                 | Zagreb     | Egon Egemann                            | «Musik klingt in die Welt hinaus»    | 11                          | 51                          | No hubo semifinales         | No hubo semifinales         |
| 1991                 | Roma       | Sandra Simó                             | «Canzone per te»                     | 5                           | 118                         | No hubo semifinales         | No hubo semifinales         |
| 1992                 | Malmö      | Daisy Auvray                            | «Mister Music Man»                   | 15                          | 32                          | No hubo semifinales         | No hubo semifinales         |
| 1993                 | Millstreet | Annie Cotton                            | «Moi, tout simplement»               | 3                           | 148                         | Kvalifikacija za Millstreet | Kvalifikacija za Millstreet |
| 1994                 | Dublín     | Duilio                                  | «Sto pregando»                       | 19                          | 15                          | No hubo semifinales         | No hubo semifinales         |
| No participó en 1995 |            |                                         |                                      |                             |                             |                             |                             |
| 1996                 | Oslo       | Kathy Leander                           | «Mon cœur l'aime»                    | 16                          | 22                          | 8                           | 67                          |
| 1997                 | Dublín     | Barbara Berta                           | «Dentro di me»                       | 23                          | 5                           | No hubo semifinales         | No hubo semifinales         |
| 1998                 | Birmingham | Gunvor                                  | «Lass ihn»                           | 25                          | 0                           | No hubo semifinales         | No hubo semifinales         |
| No participó en 1999 |            |                                         |                                      |                             |                             |                             |                             |
| 2000                 | Estocolmo  | Jane Bogaert                            | «La vita cos'è»                      | 20                          | 14                          | No hubo semifinales         | No hubo semifinales         |
| No participó en 2001 |            |                                         |                                      |                             |                             |                             |                             |
| 2002                 | Tallin     | Francine Jordi                          | «Dans le jardin de mon âme»          | 22                          | 15                          | No hubo semifinales         | No hubo semifinales         |
| No participó en 2003 |            |                                         |                                      |                             |                             |                             |                             |
| 2004                 | Estambul   | Piero y The MusicStars                  | «Celebrate!»                         | No se clasificó             | No se clasificó             | 22                          | 0                           |
| 2005                 | Kiev       | Vanilla Ninja                           | «Cool vibes»                         | 8                           | 128                         | 8                           | 114                         |
| 2006                 | Atenas     | Six4one                                 | «If we all give a little»            | 16                          | 30                          | Top 11 del año anterior     | Top 11 del año anterior     |
| 2007                 | Helsinki   | DJ Bobo                                 | «Vampires are alive»                 | No se clasificó             | No se clasificó             | 20                          | 40                          |
| 2008                 | Belgrado   | Paolo Meneguzzi                         | «Era stupendo»                       | No se clasificó             | No se clasificó             | 13                          | 47                          |
| 2009                 | Moscú      | Lovebugs                                | «The highest heights»                | No se clasificó             | No se clasificó             | 14                          | 15                          |
| 2010                 | Oslo       | Michael von der Heide                   | «Il pleut de l'or»                   | No se clasificó             | No se clasificó             | 17                          | 2                           |
| 2011                 | Düsseldorf | Anna Rossinelli                         | «In love for a while»                | 25                          | 19                          | 10                          | 55                          |
| 2012                 | Bakú       | Sinplus                                 | «Unbreakable»                        | No se clasificó             | No se clasificó             | 11                          | 45                          |
| 2013                 | Malmö      | Takasa                                  | «You and me»                         | No se clasificó             | No se clasificó             | 13                          | 41                          |
| 2014                 | Copenhague | Sebalter                                | «Hunter of stars»                    | 13                          | 64                          | 4                           | 92                          |
| 2015                 | Viena      | Mélanie René                            | «Time to shine»                      | No se clasificó             | No se clasificó             | 17                          | 4                           |
| 2016                 | Estocolmo  | Rykka                                   | «The last of our kind»               | No se clasificó             | No se clasificó             | 18                          | 28                          |
| 2017                 | Kiev       | Timebelle                               | «Apollo»                             | No se clasificó             | No se clasificó             | 12                          | 97                          |
| 2018                 | Lisboa     | Zibbz                                   | «Stones»                             | No se clasificó             | No se clasificó             | 13                          | 86                          |
| 2019                 | Tel Aviv   | Luca Hänni                              | «She got me»                         | 4                           | 364                         | 4                           | 232                         |
| 2020                 | Róterdam   | Gjon's Tears                            | «Répondez-moi»                       | Festival cancelado          | Festival cancelado          | Festival cancelado          | Festival cancelado          |
| 2021                 | Róterdam   | Gjon's Tears                            | «Tout l'univers»                     | 3                           | 432                         | 1                           | 291                         |
| 2022                 | Turín      | Marius Bear                             | «Boys do cry»                        | 17                          | 78                          | 9                           | 118                         |
| 2023                 | Liverpool  | Remo Forrer                             | «Watergun»                           | 20                          | 92                          | 7                           | 97                          |
| 2024                 | Malmö      | Nemo                                    | «The Code»                           | 1                           | 591                         | 4                           | 132                         |
| 2025                 | Basilea    | Zoë Më                                  | «Voyage»                             | 10                          | 214                         | País anfitrión              | País anfitrión              |
| 2026                 | Austria    | TBC                                     | TBC                                  | TBC                         | TBC                         | TBC                         | TBC                         |

### Representantes suizos de origen no suizo
| País                 | País | Artistas                       |
| -------------------- | ---- | ------------------------------ |
| Italia               | 4    | Franca di Rienzo               |
| Italia               | 4    | Gianni Mascolo                 |
| Italia               | 4    | Pino Gasparini                 |
| Italia               | 4    | Daniela Simmons                |
| Canadá               | 3    | Céline Dion                    |
| Canadá               | 3    | Annie Cotton                   |
| Canadá               | 3    | Rykka                          |
| Francia              | 3    | Franca di Rienzo               |
| Francia              | 3    | Madeleine Pascal               |
| Francia              | 3    | Géraldine Gaulier              |
| Alemania             | 2    | Christa Williams               |
| Alemania             | 2    | Marco Matias (six4one)         |
| Israel               | 2    | Esther Ofarim                  |
| Israel               | 2    | Liel Kolet (six4one)           |
| Austria              | 1    | Egon Egemann                   |
| Bosnia y Herzegovina | 1    | Tinka Milinović (six4one)      |
| Estados Unidos       | 1    | Sue Schell (Peter, Sue & Marc) |
| Estonia              | 1    | Vanilla Ninja                  |
| Grecia               | 1    | Yovanna                        |
| Malta                | 1    | Keith Camilleri (six4one)      |
| Rumania              | 1    | Timebelle                      |
| Suecia               | 1    | Andreas Lundstedt (six4one)    |

## Festivales organizados en Suiza
| Edición                                   | Ciudad sede | Localización       | Presentandores                                   |
| ----------------------------------------- | ----------- | ------------------ | ------------------------------------------------ |
| Festival de la Canción de Eurovisión 1956 | Lugano      | Teatro Kursaal     | Lohengrin Filipello                              |
| Festival de la Canción de Eurovisión 1989 | Lausana     | Palais de Beaulieu | Lolita Morena y Jacques Deschenaux               |
| Festival de la Canción de Eurovisión 2025 | Basilea     | St. Jakobshalle    | Sandra Studer, Michelle Hunziker y Hazel Brugger |

## Votación de Suiza
Hasta 2025, la votación de Suiza ha sido:
| Más puntos otorgados solo en la gran final | Más puntos otorgados solo en la gran final | Más puntos otorgados solo en la gran final |
| Pos.                                       | País                                       | Puntos                                     |
| ------------------------------------------ | ------------------------------------------ | ------------------------------------------ |
| 1                                          | Italia                                     | 275                                        |
| 2                                          | Francia                                    | 228                                        |
| 3                                          | Reino Unido                                | 225                                        |
| 4                                          | Suecia                                     | 207                                        |
| 5                                          | Alemania                                   | 196                                        |

| Más puntos otorgados en semifinales y final | Más puntos otorgados en semifinales y final | Más puntos otorgados en semifinales y final |
| Pos.                                        | País                                        | Puntos                                      |
| ------------------------------------------- | ------------------------------------------- | ------------------------------------------- |
| 1                                           | Portugal                                    | 289                                         |
| 2                                           | Italia                                      | 275                                         |
| 3                                           | Suecia                                      | 273                                         |
| 4                                           | Israel                                      | 239                                         |
| 5                                           | Países Bajos                                | 230                                         |

| Más puntos recibidos solo en la final | Más puntos recibidos solo en la final | Más puntos recibidos solo en la final |
| Pos.                                  | País                                  | Puntos                                |
| ------------------------------------- | ------------------------------------- | ------------------------------------- |
| 1                                     | Países Bajos                          | 203                                   |
| 2                                     | Reino Unido                           | 194                                   |
| 3                                     | Austria                               | 188                                   |
| 4                                     | Finlandia                             | 176                                   |
| 5                                     | Bélgica                               | 169                                   |

| Más puntos recibidos en semifinales y final | Más puntos recibidos en semifinales y final | Más puntos recibidos en semifinales y final |
| Pos.                                        | País                                        | Puntos                                      |
| ------------------------------------------- | ------------------------------------------- | ------------------------------------------- |
| 1                                           | Austria                                     | 270                                         |
| 2                                           | Países Bajos                                | 248                                         |
| 3                                           | Finlandia                                   | 244                                         |
| 4                                           | Reino Unido                                 | 220                                         |
| 4                                           | Alemania                                    | 216                                         |

## 12 puntos
- Suiza ha dado 12 puntos a:

### Final (1975 - 2004)
| Año  | País        | Año  | País         | Año  | País       | Año                  | País                 | Año                  | País                 |
| ---- | ----------- | ---- | ------------ | ---- | ---------- | -------------------- | -------------------- | -------------------- | -------------------- |
| 1975 | Finlandia   | 1981 | Francia      | 1987 | Irlanda    | 1993                 | Irlanda              | No participó en 1999 | No participó en 1999 |
| 1976 | Reino Unido | 1982 | Alemania     | 1988 | Luxemburgo | 1994                 | Irlanda              | 2000                 | Alemania             |
| 1977 | Francia     | 1983 | Países Bajos | 1989 | Grecia     | No participó en 1995 | No participó en 1995 | No participó en 2001 | No participó en 2001 |
| 1978 | Israel      | 1984 | Irlanda      | 1990 | Francia    | 1996                 | Irlanda              | 2002                 | España               |
| 1979 | España      | 1985 | Turquía      | 1991 | España     | 1997                 | Reino Unido          | No participó en 2003 | No participó en 2003 |
| 1980 | Irlanda     | 1986 | Suecia       | 1992 | Francia    | 1998                 | Alemania             |                      |                      |

| Año  | País                 | Año  | País    |
| ---- | -------------------- | ---- | ------- |
| 2004 | Serbia y Montenegro  | 2010 | Irlanda |
| 2005 | Portugal             | 2011 | Serbia  |
| 2006 | Bosnia y Herzegovina | 2012 | Albania |
| 2007 | Serbia               | 2013 | Hungría |
| 2008 | Portugal             | 2014 | Austria |
| 2009 | Turquía              | 2015 | Suecia  |

| Año  | Jurado       | Televoto     | Conjunto     |
| ---- | ------------ | ------------ | ------------ |
| 2016 | Australia    | Serbia       | Australia    |
| 2017 | Bulgaria     | Serbia       | Serbia       |
| 2018 | Estonia      | Austria      | Austria      |
| 2019 | Países Bajos | Albania      | Suecia       |
| 2021 | Bulgaria     | Serbia       | Portugal     |
| 2022 | Países Bajos | Portugal     | Ucrania      |
| 2023 | Sin jurado   | Portugal     | Portugal     |
| 2024 | Sin jurado   | Israel       | Israel       |
| 2025 | Sin jurado   | Países Bajos | Países Bajos |

| Año  | País                 | Año  | País                 |
| ---- | -------------------- | ---- | -------------------- |
| 2004 | Serbia y Montenegro  | 2010 | Alemania             |
| 2005 | Serbia y Montenegro  | 2011 | Bosnia y Herzegovina |
| 2006 | Bosnia y Herzegovina | 2012 | Albania              |
| 2007 | Serbia               | 2013 | Italia               |
| 2008 | Serbia               | 2014 | Austria              |
| 2009 | Turquía              | 2015 | Suecia               |

| Año  | Jurado              | Televoto | Conjunto |
| ---- | ------------------- | -------- | -------- |
| 2016 | Australia           | Serbia   | Austria  |
| 2017 | Portugal            | Portugal | Portugal |
| 2018 | Alemania            | Serbia   | Alemania |
| 2019 | Macedonia del Norte | Italia   | Italia   |
| 2021 | Francia             | Serbia   | Italia   |
| 2022 | Grecia              | Serbia   | España   |
| 2023 | Chequia             | Albania  | Italia   |
| 2024 | Grecia              | Israel   | Croacia  |
| 2025 | Italia              | Israel   | Italia   |

## Galería de imágenes
|                               |
| Lys Assia en Hilversum (1958) |

|                                    |
| Jean Philippe en Luxemburgo (1962) |

|                           |
| Yovanna en Nápoles (1965) |

|                               |
| Henri Dès en Amsterdam (1970) |

|                                     |
| Peter, Sue & Marc en El Haya (1976) |

|                                    |
| Piero Esteriore en Estambul (2004) |

|                          |
| Six4one en Atenas (2006) |

|                            |
| DJ Bobo en Helsinki (2007) |

|                                    |
| Paolo Meneguzzi en Belgrado (2008) |

|                                      |
| Michael von der Heide en Oslo (2010) |

|                                      |
| Anna Rossinelli en Düsseldorf (2011) |

|                        |
| Takasa en Malmö (2013) |

|                               |
| Sebalter en Copenhague (2014) |

|                              |
| Mélanie René en Viena (2015) |

|                           |
| Rykka en Estocolmo (2016) |

|                          |
| Timebelle en Kiev (2017) |

|                        |
| Zibbz en Lisboa (2018) |

|                               |
| Luca Hänni en Tel Aviv (2019) |

|                                  |
| Gjon's Tears en Rotterdam (2021) |

|                             |
| Marius Bear en Turín (2022) |

|                                 |
| Remo Forrer en Liverpool (2023) |

|                              |
| Nemo Mettler en Malmö (2024) |